# Harburg Arcaden
De Harburg Arcaden is een overdekt winkelcentrum in het stadsdeel Harburg in Hamburg. Het centrum dat dateert uit 2002, heeft een oppervlakte van 14.000m².

## Ligging
Het winkelcentrum beslaat het bouwblok Lüneburger Strasse (oostzijde), Deichhausweg (zuidzijde), Harburger Rathausstrasse (westzijdde) en de Harburger Ring (noordzijde).

## Geschiedenis
Begin 2001 werd gestart met de bouw van Harburg Arcaden naar een ontwerp van architectenbureau Gerkan, Marg und Partner. Na een bouwtijd van anderhalf jaar werd het centrum op 25 september 2002 officieel geopend. De bouwkosten van het complex bedroegen circa 150 miljoen euro. Een deel van het centrum bestaat uit een reconstructie van het oude postkantoor "Alte Post", dat zo origineel mogelijk weer is opgebouwd nadat het in de Tweede Wereldoorlog was verwoest.

## Gebruik
De rest van het bouwblok wordt omsloten door een vijf verdiepingen hoge bebouwing. De winkelpassage loopt gekromd en diagonaal door het bouwblok. Het winkelcentrum telt 3 verdiepingen waar ca. 40 winkels en horeca gevestigd zijn. Aan de zijde van de Hamburger Ring zijn boven de winkelverdiepingen een parkeergarage en kantoorruimten. Aan de zijde van de Rathausplatz zijn woningen gerealiseerd boven de winkels.

## Eigendom en beheer
Het winkelcentrum werd ontwikkeld door Mfi, dat na de opening ook eigenaar en beheerder van het complex bleef. In 2014 verkocht Mfi het centrum aan Patrizia Immobilien. Het beheer van het centrum is vanaf oktober 2014 overgenomen door Corpus Sireo.